# Francis Lemaguer
Francis Lemaguer (auch Francis Le Maguer, * um 1930) ist ein französischer Jazzgitarrist.

## Leben
Lemaguer arbeitete 1957 bei Claude Bolling; ab Mitte der 1960er-Jahre gründete er die Formation The Guitars Unlimited, der auch Paul Piguillem, Pierre Cullaz, Raymond Gimenes, Raymond Le Sénéchal, Tony Rallo und Victor Apicella angehörten. Mit der Gruppe entstanden mehrere LPs für Barclay Records, u. a. Easy-Listening-Arrangements von bekannten Jazzstandards wie Shiny Stockings, In a Mellow Tone, April in Paris, Take the “A” Train, Sophisticated Lady oder Do Nothing till You Hear from Me. Die historischen Aufnahmen von Django Reinhardt wurde im Overdub-Verfahren mit zusätzlichen Gitarrenparts versehen, was von der Fachpresse kritisiert wurde.
In den 1970er Jahren spielte Lemaguer bei Maxim Saury (Blue and Sentimental), in der Show Biz Band von Claude Bolling und bei Bill Coleman. Im Bereich des Jazz war er zwischen 1957 und 1976 an 43 Aufnahmesessions beteiligt, u. a. auch mit Guy Marchand/Mickey Nicolas. Unter eigenem Namen (Francis Lemaguer ses Choeurs et son Orchestre) legte er die EP Louez Dieu par la guitare par la trompette et les cymbales sonore 2 vor.